# Gilles Roulin
Gilles Roulin (ur. 14 maja 1994) – szwajcarski narciarz alpejski, uczestnik Zimowych Igrzysk Olimpijskich 2018 w Pjongczangu.

## Kariera
Po raz pierwszy na arenie międzynarodowej pojawił się 24 listopada 2009 roku podczas zawodów we włoskim Bormio. Zajął wtedy w gigancie 34. miejsce. Debiut w Pucharze Świata zanotował 24 lutego 2017 roku, kiedy to w Kvitfjell zajął 37. miejsce w zjeździe. Pierwsze pucharowe punkty zdobył dwa dni później w tej samej miejscowości w supergigancie, plasując się na 25. pozycji.
Startował na Zimowych Igrzyskach Olimpijskich 2018 w Pjongczangu. Wziął udział w zjeździe i supergigantu, zajmując kolejno 33. i 21. lokatę. Brał udział także na Mistrzostwach Świata Juniorów w 2015 w Hafjell.

## Osiągnięcia

### Igrzyska olimpijskie
| Miejsce | Dzień     | Rok  | Miejscowość | Konkurencja | Czas biegu  | Strata  | Zwycięzca          |
| ------- | --------- | ---- | ----------- | ----------- | ----------- | ------- | ------------------ |
| 33.     | 15 lutego | 2018 | Pjongczang  | Zjazd       | 1:43,88 min | +3,63 s | Aksel Lund Svindal |
| 21.     | 16 lutego | 2018 | Pjongczang  | Supergigant | 1:26,20 min | +1,76 s | Matthias Mayer     |

### Mistrzostwa świata juniorów
| Miejsce | Dzień    | Rok  | Miejscowość | Konkurencja     | Czas biegu  | Strata  | Zwycięzca            |
| ------- | -------- | ---- | ----------- | --------------- | ----------- | ------- | -------------------- |
| 26.     | 8 marca  | 2015 | Hafjell     | Gigant          | 2:28,70 min | +5,33 s | Henrik Kristoffersen |
| DSQ1    | 11 marca | 2015 | Hafjell     | Superkombinacja | -           | -       | Loïc Meillard        |
| 9.      | 11 marca | 2015 | Hafjell     | Supergigant     | 1:16,73 min | +0,86 s | Miha Hrobat          |
| 27.     | 13 marca | 2015 | Hafjell     | Zjazd           | 1:31,66 min | +2,04 s | Henri Battilani      |

### Puchar Świata

#### Miejsca w klasyfikacji generalnej
- sezon 2016/2017: 147.
- sezon 2017/2018: 42.
- sezon 2018/2019: 71.
- sezon 2019/2020: 80.
- sezon 2020/2021: 138.
- sezon 2021/2022: 99.